# Bob Grim
Robert Anton Grim (Nueva York, Nueva York, 8 de marzo de 1930-Shawnee, Kansas, 23 de octubre de 1996), más conocido como Bob Grim, fue un jugador profesional estadounidense de béisbol que se desempeñó en la posición de lanzador en las Grandes Ligas de Béisbol (MLB). Logró obtener el premio Novato del Año.

## Carrera
Grim jugó como profesional cinco temporadas en New York Yankees (1954-1958), después pasó por varios equipos, Kansas City Athletics (1958-1959), Cleveland Indians (1960), Cincinnati Reds (1960), St. Louis Cardinals (1960), y finalmente, regresó a Kansas City Athletics, donde jugó una temporada (1962), y fue el equipo en el que se retiró.

## Premios
En 1954, fue galardonado con el premio Novato del Año.